# Бугаевка (Бугаевское)
Бугаевка (на руски: Бугаевка) е село в Кантемировски район на Воронежка област на Русия. Разположено е на река Вшива, на 12 km югозападно от Кантемировка.
Административен център на селището от селски тип Бугаевское, в което освен Бугаевка влизат село Колешчатовка и хутора Хрешчатий.

## География

### Улици
- ул. Ленина
- ул. Лесная
- ул. Молодёжная
- ул. Труда.

## История
Селото възниква през 1775 г., когато от Кантемировка на новото место пристига Филип Бугай със семейството си и основава хутор, наречен на негово име.
През 1845 г. в селото е построена Митрофаневската дървена църква.
През 1900 г. в селото има 229 къщи и 1621 жители, няколко малки магазинчета и занаятчийски дюкянчета.
През 1926 г. в Бугаевка има 388 къщи и 2147 жители, училище от I степен с три преподаватели, пощенски клон, изба-читалня. В края на 1929 г. действащите селхози са обединени в едно колективно стопанство – „Пролетарски труженик“. Негов председател става участника в гражданската война В. И. Логвинов. По това време в селото има 400 къщи, от които 226 – малоимотни, 164 – средноимотни и едва 10 – заможни.
През 1995 г. в Бугаевка има 225 къщи, 600 жители, непълно средно училище за 140 ученика с 14 учителя, два магазина, Дом на културата с 400 места, детска градина за 50 деца, медицински пункт, Дом на бита, пощенски клон, библиотека, столова.

## Население
| 1900 | 1926 | 1995 | 2010 |
| ---- | ---- | ---- | ---- |
| 1621 | 2147 | 600  | 550  |